# 2014年アジアビーチゲームズ
2014年アジアビーチゲームズ（2014ねんアジアビーチゲームズ、第4回アジアビーチゲームズ、PHUKET 2014 Fourth Asian Beach Games）は2014年にタイのプーケット島で開催された国際競技大会である。
当初はフィリピンのボラカイ島で開催される予定であったが、アジアオリンピック評議会（OCA）が変更を発表した。
主要会場はプーケット島のパトンビーチ周辺とカロンビーチ周辺。ナイヤンビーチなどで開催された競技もあった。

## 競技
下記の競技が開催された。
- ビーチ水球
- バスケットボール3/3
- ビーチサッカー
- ビーチハンドボール
- ジェットスキー
- ビーチカバディ
- ムエタイ
- パラグライダー
- ペタンク
- ウィンドサーフィン
- ビーチタクロー
- トライアスロン
- ビーチバレー
- 水上スキー
- ウッドボール
- ビーチレスリング
- ボディビル

## 大会マスコット
子孫繁栄、持続可能性、成長発展を象徴するウミガメのシン、サコーン、サムットの3匹がマスコットに選定された。